# Vorsperre Neuensalz
Die Vorsperre Neuensalz ist eine der beiden Vorsperren der Talsperre Pöhl. Das Absperrbauwerk ist eine vorgespannte Staumauer aus Beton im Tal des Rabenbaches.

## Staumauer
Die Staumauer ist eine gerade, schlanke 19 m hohe Gewichtsstaumauer, die planmäßig mit Vorspanngliedern im Untergrund verankert ist, eine Bauweise, die einzigartig in Deutschland ist. Sonst gibt es lediglich einige Gewichtsstaumauern, die mit Hilfe von Vorspannankern nachträglich verstärkt wurden.
In Höhe des Stauziels hat die Staumauer in der Mitte einen großen Durchlass, der als Überlauf und Hochwasserentlastung dient. Im Regelfall staut man die Vorsperre bis zum Vollstau und lässt sie überlaufen. Für Havariefälle oder zum Zweck einer Absenkung ist ein Grundablass vorhanden.
Die zweite, größere Vorsperre Thoßfell ist in gleicher Bauweise gebaut, besitzt aber 2 Überläufe. Beide Staumauern sind von der Luftseite her durch die Talsperre Pöhl eingestaut. Nur bei Niedrigwasser in der Talsperre Pöhl sind die Tosbecken zu sehen.
Freizeitsport ist auf dem Stausee Pöhl bis hin zu den beiden Vorsperren möglich, in den Vorsperren selbst jedoch nicht.

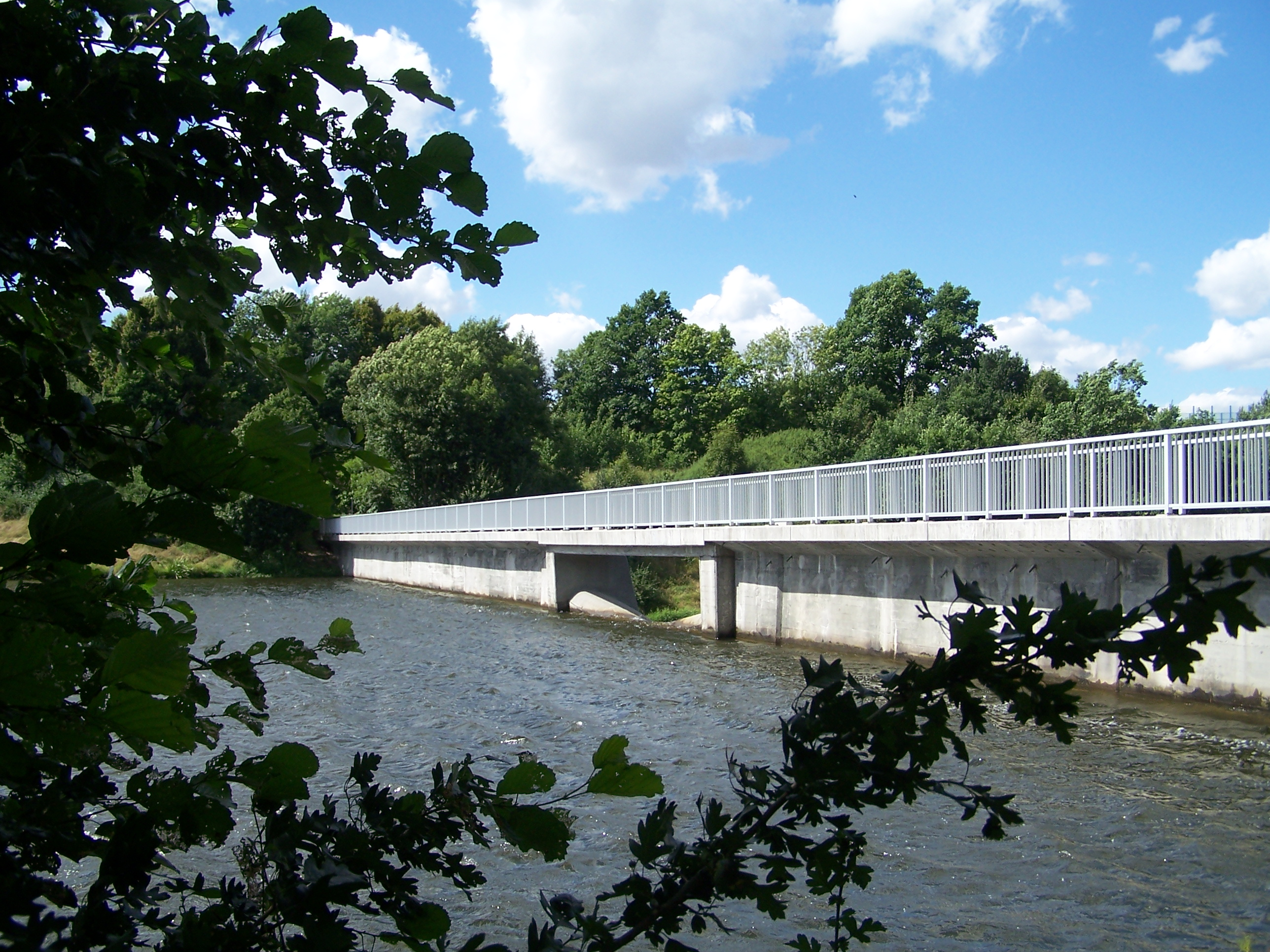
Blick nach Nordwesten
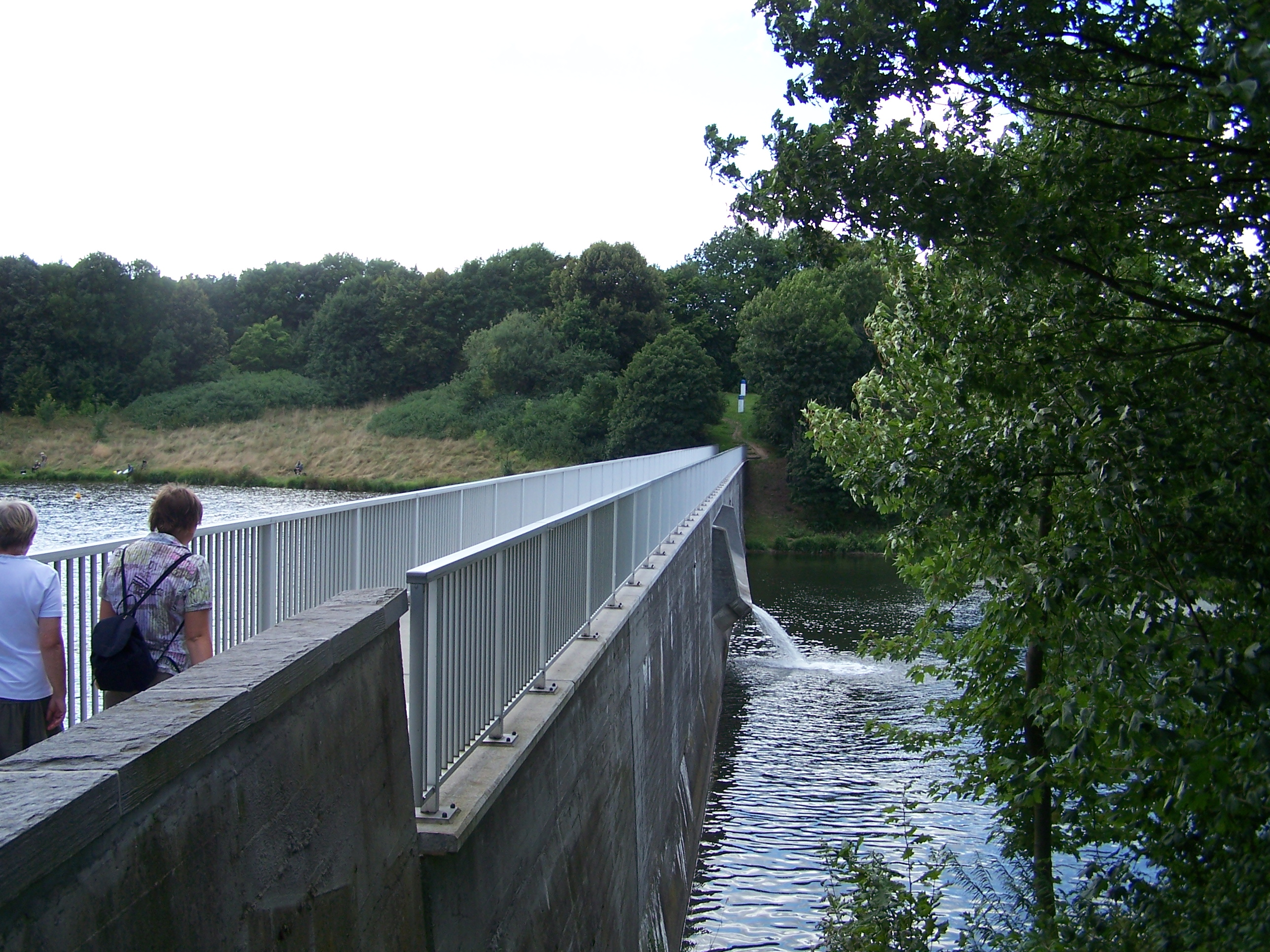
Blick nach Westen
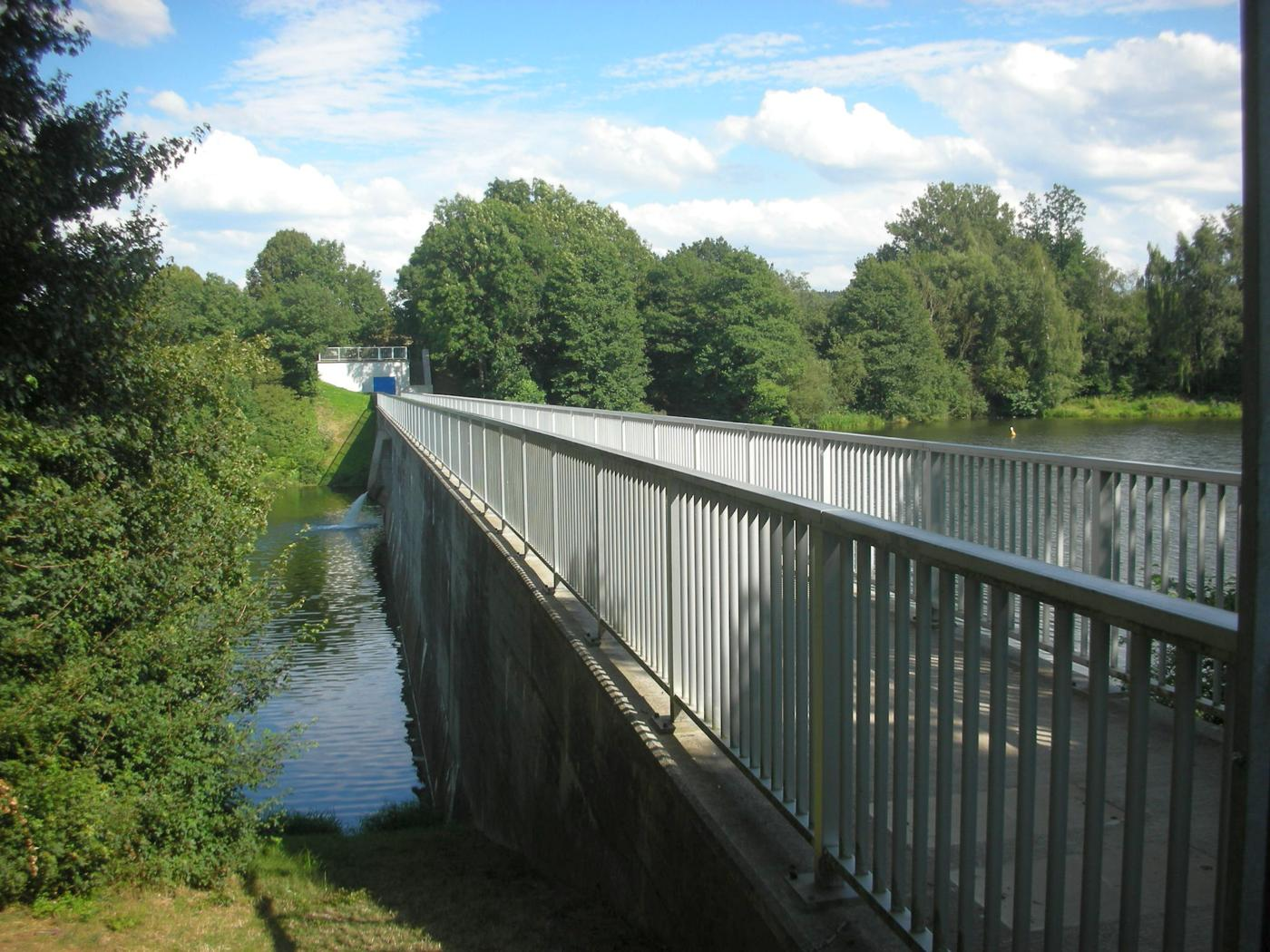
Blick nach Osten